# Angrec de Cadet
Angraecum cadetii
Espèce
Statut CITES
Angraecum cadetii est une espèce de plantes à fleurs de la famille des orchidées. Elle est endémique de l’archipel des Mascareignes, dans le sud-ouest de l’océan Indien, où elle n’est présente qu’à La Réunion et à l’île Maurice. Dans la première île, elle est présente dans les forêts humides autour de Saint-Philippe entre 300 et 1 000 mètres d’altitude. Elle est encore plus rare à l'île Maurice, où seuls treize spécimens sont recensés, certains dans le parc national des gorges de Rivière Noire.
Cette espèce, dont le nom honore le botaniste réunionnais Thérésien Cadet, n’a été décrit qu’en 1987, ayant longtemps été confondu avec Angraecum bracteosum. D’après une découverte rendue publique au début du mois de janvier 2010, il présente par ailleurs la particularité d’être pollinisé par un insecte du genre Glomeremus jusqu’alors inconnu de la communauté scientifique, ce qui constitue un cas unique de pollinisation impliquant une sauterelle,.